# Linas Vaitkus
Linas Marius Vaitkus (ur. 24 marca 1973 w Chicago) – litewski narciarz alpejski, olimpijczyk z igrzysk w Nagano, uczestnik mistrzostw świata w Sestriere.
Urodził się w Chicago, w rodzinie litewskich emigrantów. Wychował się w Steamboat Springs, w stanie Kolorado. Narciarstwo zaczął trenować w tamtejszym klubie Steamboat Springs Winter Sports Club. Ma obywatelstwo amerykańskie i litewskie.
W lutym 1997 roku uczestniczył w alpejskich mistrzostwach świata w Sestriere. Zajął w nich 30. miejsce w slalomie gigancie, 34. w slalomie i 52. w supergigancie.
W 1998 roku wziął udział w rywalizacji olimpijskiej w narciarstwie alpejskim podczas igrzysk w Nagano. W zjeździe zajął 25. miejsce, a w kombinacji nie ukończył drugiego przejazdu w slalomie i nie został sklasyfikowany.
W Pucharze Świata po raz pierwszy zaprezentował się w slalomie w Park City w listopadzie 1996 roku, jednak został zdyskwalifikowany. Po raz pierwszy sklasyfikowano go w zawodach tej rangi 4 grudnia 1997 roku w Beaver Creek, kiedy był 60. w zjeździe. Najwyższe w karierze, 34. miejsce w zawodach PŚ osiągnął dwa dni później w supergigancie.